# Lescun
Lescun ist eine französische Gemeinde mit 167 Einwohnern (Stand 1. Januar 2022) im Département Pyrénées-Atlantiques in der Region Nouvelle-Aquitaine. Die Gemeinde liegt im Arrondissement Oloron-Sainte-Marie und dort im Kanton Oloron-Sainte-Marie-1 (bis 2015: Kanton Accous).

## Geografie

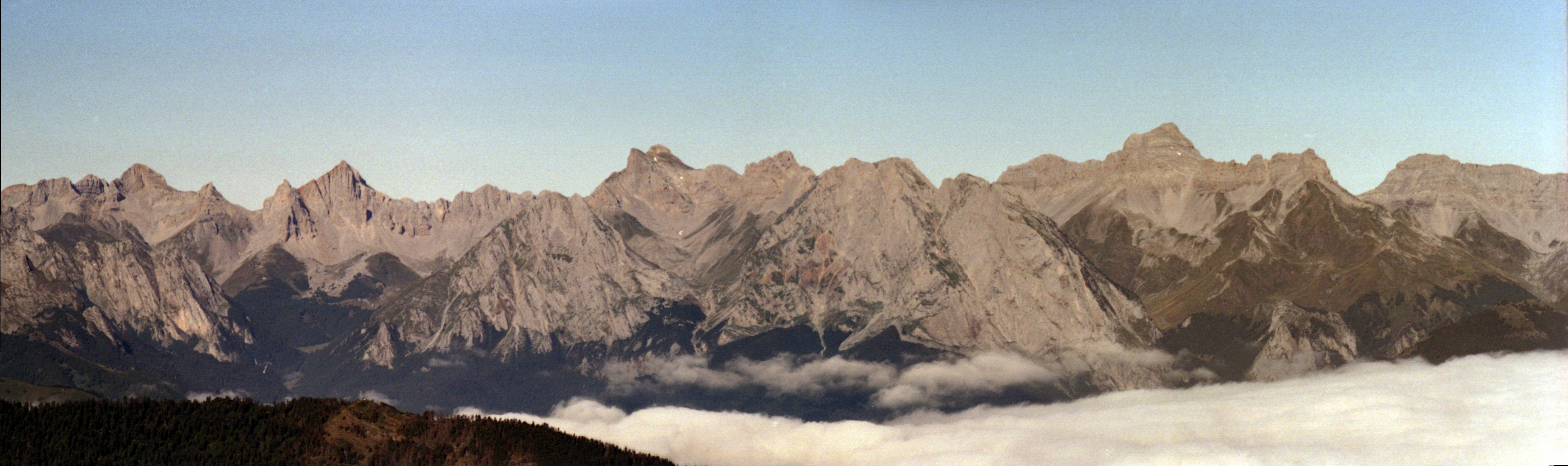
Cirque de Lescun vom Massiv de Sesques
Von Links: Nadeln und Pic von Ansabère, Table und Pic des Trois Rois, Pic d’Anie

Lescun liegt südlich von Bedous in einem Seitental des Vallée d’Aspe.
Lescun ist ein ganzjährig bewohntes Gebirgsdorf. Mit dem westlich im Cirque du Lescun befindlichen Pic d’Anie (2.504 m) beginnt der Bereich der Hochpyrenäen und der Parc National des Pyrénées. 